# علاج التكامل الحسي

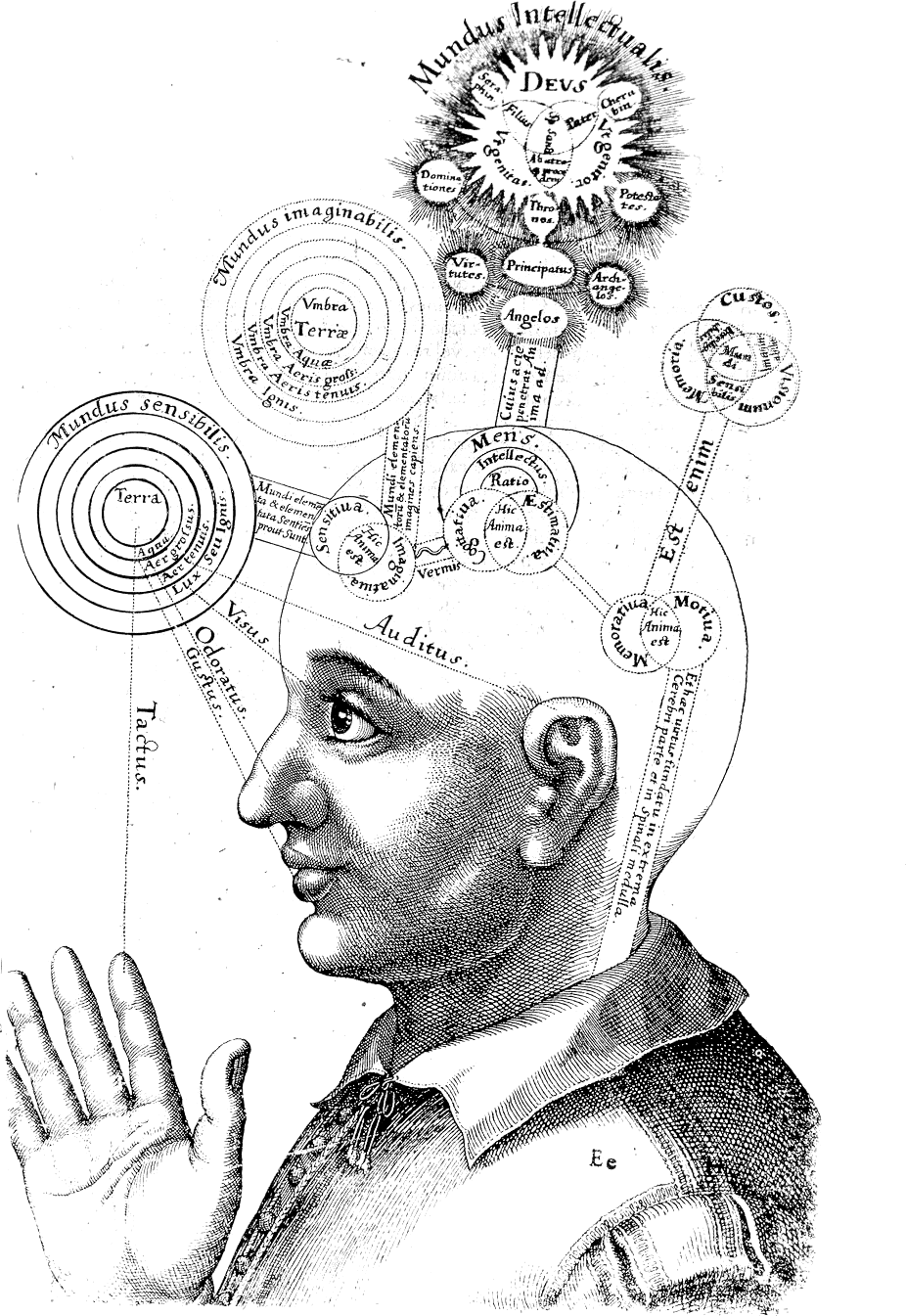

يستند علاج التكامل الحسي على نظرية، جان ايريس «نظرية جان ايريس في علاج التكامل الحسي»  هي نظرية تصف كيف تساهم العملية العصبية لمعالجة ودمج المعلومات الحسية من الجسم والبيئة لتنظيم العاطفة، والتعلم، والسلوك، والمشاركة في الحياة اليومية،  يتم استخدام نهج التدخل «نظرية التكامل الحسي» لشرح لماذا يتصرف الأفراد بطرق معينة، والتدخل خطة لتخفيف صعوبات خاصة، والتنبؤ بكيفية تغيير السلوك  نظرية التكامل الحسي نشأت بواسطة جان ايريس، أخصائية العلاج الطبيعي وعلم النفس المهني، الذي أحدثت ثورة في الأفكار والبحوث المتعلقة بممارسة العلاج الوظيفي مع الأطفال. وكتبت الدكتورة ايريس أن «التكامل الحسي هو تنظيم الأحاسيس لاستخدامها على النحو الصحيح. حواسنا تعطينا معلومات حول الظروف المادية من الجسم والبيئة من حولنا... وأن الدماغ يقوم بتنظيم كل من الأحاسيس لدينا إذ يكون الشخص قادر على الحركة والتعلم والتصرف بطريقة بناءة»
العملية العصبية التي تخص التكامل الحسي عبارة عن «طريقة معينة للعرض على المنظمة العصبية المخصصة بالمعلومات الحسية» تدرس من قبل المهن المختلفة على مستويات مختلفة.
وبعض النظريات تعرف التكامل الحسي «انه نظرية ديناميكية يكون أساسه البيئة التي تعتبر عنصر حاسم في المشاركة في تحديد الشعور الحسي» «وتساهم البيئة أيضا في فهم كيفية تأثير الإحساس على التعلم والتنمية الاجتماعية والعاطفية، والعمليات العصبية، مثل الأداء الحركي، والاهتمام، والإثارة»
وفى نظرية أخرى حيث يستخدم لتقييم وعلاج الأشخاص الذين يعانون من اضطرابات وظيفية في المعالجة الحسية" وتشمل النظرية إطار للتقييم والتدخل، ويستخدم غالبا من قبل ممارسي العلاج الوظيفي في معاملتها للأطفال.
الأشخاص الذين يعانون من مشاكل واختلال وظيفي في التكامل الحسي مثل مشاكل اللمس والشم والسمع والتذوق والبصر، وتنسيق الجسم، والحركة ضد الجاذبية. بالإضافة إلى صعوبات في الحركة. وفقا لأنصار علاج التكامل الحسي، اختلال وذلك النظام هو اضطراب شائع للأفراد ذوي صعوبات التعلم العصبية مثل اضطراب طيف التوحد  نقص الانتباه وفرط النشاط ما يعرف ب ADHD  وخلل في الإحساس 
قامت الدكتورة جان ايريس الرائدة في البحوث والممارسات المبتكرة في التكامل الحسي بنشر علاج التكامل الحسي بين المهنيين في حقل التعليم على مدى العقود العديدة الماضية. بالرغم من بعض التحديات والصعوبات التي واجهتها في محاولة لنشر ذلك العلم. على الرغم من الجدل، فان نظرية التكامل الحسي والممارسة ينمو ويتوسع. حيث تحمل علامة تجارية للدكتورة ايريس Integration® لتحديد المبادئ الأساسية لها التي لا تزال تستخدم وتدرس اليوم. حاليا فإن مشروع الدكتورة جان ايريس ما زالت مستمرة وقيد الفحص والمراجعة حتى يومنا هذا. وهناك الكثبر من المتعلمين في عدد متزايد في جميع أنحاء العالم من الناحية "النظرية الحسية التكاملية" ويتم تناول الدعوة إلى مزيد من البحوث لتقوية وتعزيز الهيئة للدكتورة ايريس " صاحبة العمل الأصلي.
وظهرت بالفعل عدة أبحاث فعالة وتظهر نتائج واعدة. وقد نشرت على الأقل ثلاث تجارب سريرية عشوائية للأطفال المصابين بالتوحد في السنوات الأخيرة؛ قد أظهرت نتائج هذه الدراسات أن الأطفال المصابين بالتوحد مصابون بالعجز في التكاملية الحسية حيث تقاس باستخدام أدوات موحدة مثل الاختبارات الحسية التكاملية والتطبيق العملي ومقياس المعالجة الحسية، وتلقى الأطفال العلاج القائم على طرق الدكتورة ايريس الحسية Integration®، وقد أظهرت تحقيق مكاسب كبيرة في المشاركة الاجتماعية والأداء. ولذلك، فإن فعالية علاج ايريس الحسية Integration® تبدو واعدة

## العلاجات التقليدية لمختلف الحواس
حاسة اللمس تختلف على نطاق واسع بين الأطفال الذين يعانون من اضطراب التكامل الحسي. عندما يتمتع الأطفال بلمس المواد اللزجة، فقد يستخدم الطبيب المعالج مواد مثل الغراء، واللعب بالعجين، والملصقات والألعاب المطاطية وشريط لاصق. وتشمل غيرها من المواد التي يمكن أن تكون مفيدة لإحساس اللمس مثل المياه والأرز والفول والرمال. وعلى العكس من ذلك، فإن الأطفال الذين لديهم حساسية جدا للمس يبدأ العلاج باستخدام أداة مثل الفرشاة يقومون بلمس اجسامهم باستخدامها على فترات منتظمة طوال اليوم ويسمى البرنامج بالفرشاة بروتوكول باتريشيا Wilbarger، باسم المعالج الذي اكتشفه.
الأطفال المصابون بطيف التوحد عادة ما يتمتعون بإحساس من الضغط. ويمكن توفير ذلك عن طريق حمل حزام ذو ثقل. أو بطانيات أو وسائد تستخدم في العناق. ويمكن لهذه أن تشكل أساسا للعب والتفاعل وإظهار العواطف مثل التعرض للضغط بين المراتب، وتكوين أنفاق من البطانيات.
ويكون الطبيب المعالج على وعى من استجابة الطفل لرائحة المواد، ويمكن تجربة وضع العطور المختلفة في العجين المخصص باللعب أو الأرز. إذا كان الطفل يحب الروائح القوية، ووضع مثلا الروائح القوية في لعبة محببة للطفل يمكن استخدامها في العلاج.
يكون التركيز على الصوت باستخدام العاب تتحدث ودمى تتكلم أو باستخدام العاب على أجهزة الكمبيوتر، والآلات الموسيقية، وجميع أنواع الموسيقى. التصفيق معا، القوافي، وتكرار العبارات والأنشطة المفيدة. بعض الأطفال المصابون بطيف التوحد يستجيب إلى الموسيقى ولكن ليس للأصوات، وفي هذه الحالة فأن «الأغنية» يكون علاج فعال أفضل من الألعاب الصوتية. ويحاول المعالج ان يستخدم أكثر من تردد مختلف ويراقب تصرفات الطفل واستجابتة لذلك النوع من الموسيقى.

## نظام التحفيز
نظام التحفيز  يساعد الأطفال (والكبار) لتحديد مكان أجسامهم في المكان المتواجدين فيه. غالبا ما يكون الأطفال الذين يعانون من التوحد لديهم ضعف في الشعور بالحس العميق، وسوف تحتاج إلى مساعدة لتطوير التنسيق فيما بينها. ويمكن أن يشمل العلاج ارتداء احزمة ذات ثقل،  البطانيات الثقيلة، سترات تقيلة، أو اللعب بكرة كبيرة، وتخطي أو دفع الأشياء الثقيلة.

## الجهاز الدهليزي
يقع الجهاز الدهليزي في الأذن الداخلية. ويستجيب إلى الحركة والجاذبية، وبالتالي يشارك مع حركة الجسم والعين في تحديد التوازن المطلوب. ويشمل العلاج في تلك المرحلة على التعلق رأسا على عقب، هز الكراسي، التأرجح، الشقلبة، رياضة تقوية العضلات والرقص. وتشمل هذه الأنشطة التحرك بشكل سريع وقى في اتجاهات مختلفة والتي بدورها تحفز الجهاز الدهليزي.ويقوم المعالج بدوره بمراقبة تأثر الطفل حتى لا تكون تلك الحركة بشكل أعنف من المطلوب والتي قد تؤدى إلى الضرر بدلا من العلاج.
الحركة إلى الأمام ثم إلى الخلف تكون أقل تأثيرا من حركة الجسم بالجنب، الحركة الأكثر تحفيزا يميل إلى أن يكون بالحركة يمينا ويسارا وينبغي أن تستخدم بعناية من قبل الطبيب المعالج. وهناك حركة التأرجح التي تكون عادة مهدئة للطفل وعلى العكس مثل الدوران السريع الذي يقوم بعملية تحفيز الطفل. وبعض الأنشطة التي قد تكون مفضلة لدى الأطفال مثل الققز.

## تعلم مهارات جديدة
مهارات مثل ربط الأحذية أو ركوب الدراجة يمكن أن يكون صعبا لأنها تنطوي على تسلسل الحركات. والعلاج الفعال يكون في مجال استخدام السباحة، دورات الألعاب الإنشائية وبناء البناء والمتاهات.
صعوبة استخدام كلا الجانبين من الجسم معا يمكن أن تحدث في بعض حالات اضطراب التكامل الحسي. ويقوم الطبيب المعالج بتشجيع الطفل على الزحف، الحجلة، التخطي، العزف على الآلات الموسيقية، ولعب الصيد والكرات المرتدة مع كلتا اليدين للمساعدة في التكامل الثنائي.
اليد والتنسيق بينها وبين العين يمكن تحسينها مع أنشطة مثل ضرب الكرة مع بالمضرب، ورمي والتقاط الكرات، أكياس القماش والبالونات. ويعتقد أن الدراسات في التآزر الحسي والعضلات هي أساس العلاج. ويعتقد أن التآزر الحسي يلعب دورا هاما في دمج خليط من المدخلات البيئية لتوفير المعلومات إلى الجهاز العصبي المركزي وبالتالي توجيه توظيف التآزر الحركي.